# Hi Kyung Kim
Hi Kyung Kim, en coreà: 김희경, (Seul (Corea del Sud), el 1954) és una compositora sud-coreana.

## Biografia
Hola Kyung Kim es va graduar a la Universitat Nacional de Seül amb un BA i a la Universitat de Califòrnia, Berkeley, amb un màster i doctorat, on va estudiar composició amb Andrew Imbrie, Olly Wilson, Gérard Grisey i Sung-Jae Lee. Com a beneficiaria de la U.C. George C. Ladd Prix de Paris de Berkeley, va treballar a l'"Institut de Rechéreche et Coordination Acoustique/Musique" (IRCAM) i a l'École Normale Supérieure de París de 1988 a 1990.
Després de completar els seus estudis, Kim va ocupar una posició com a professora ajudant a la Universitat de Califòrnia, Santa Cruz. Va tornar a Corea el 1985 i el 1998 per investigar i estudiar la música coreana, i també va investigar la música d'Elliott Carter a la Fundació Paul Sacher a Basilea, Suïssa.

## Honors i premis
Les obres seleccionades inclouen:
- Thousand Gates (2010/2011) Coreografia coreana i occidental, conjunt coreà (percussió, haegeum), conjunt occidental (violí, violoncel, clarinet/clarinet baix, percussió) i multimèdia
- Rituel III (2004/5) Coreografia/percussió coreana, conjunt coreà (janggo, daegeum) i conjunt occidental (violí, violoncel, clarinet/clarinet baix, percussió), multimèdia
- Rituel II (2002) Coreografia coreana/percussió coreana, conjunt coreà (cant, piri/oboè de bambú, saengwhang/orgue de boca, flauta hun/clay, yangkeum/dulcimer); Conjunt occidental (violí, violoncel, clarinet/clarinet baix, percussió)
- Rituel (2001) Dansa/percussió coreana i violí, violoncel, clarinet, percussió
- Quan tenia sis-cents anys (2010) haegeum (violín coreà), clarinet, violoncel
- Isle of Eeo (2010) violí (2), viola, violoncel, percussió
- Clarinet Quintet (2009), clarinet, quartet de corda, edició d'una obra inacabada d'Andrew Imbrie
- At the Edge of the Ocean (2001/2003) flauta, clarinet, violí, viola, violoncel, percussió
- Trio “Sori” (2002), daegeum coreà (flauta de bambú), clarinet i violoncel
- Primitive Dance (1990/1999) quartet de corda
- Breaking the Silence (1996) violí, violoncel, piano
- Unknown Lives (1995) flauta, clarinet, violí, viola, violoncel, percussió, piano
- When You Rush (1991) flauta, clarinet, fagot, trombó, violí, violoncel, arpa
- Què són els anys? (1988/1991) 2 moviments, soprano, flauta, clarinet, guitarra, violí, contrabaix
- Short Dance (1987) quartet de corda
- Encounter (1986) clarinet, clarinet baix, fagot, violoncel i cinc intèrprets de percussió
- Ari per a soprano i quartet de corda (1983)
- Satisfaction (1977) conjunt de cambra
- Musical Gathering (1976) flauta, oboè, clarinet, fagot, trompa
- Crash (1975) quartet de corda
- Resistance (1975) soprano, piano
- PER RAE: "Estic massa emocionat per dir-te'' solo de piano
- El poeta KIM SAT GAT: daegeum solo (flauta de bambú) (2007/2010)
- Secret Wine: solo de percussió (2008)
- Dos anys amb el Sena (2007) 4 moviments, clarinet i violoncel
- A Story: gayageum solo (2006) 3 moviments
- Orange Pastel (2001/2009) dos percussionistes
- Crystal Drops (2000/2003) 2 moviments, dos pianos
- After the Fall (1998) clarinet i clarinet baix
- Instant Breath: solo de flauta (1999)
- Reflexió: clarinet sol (1985)
- Intrigues (1985) 3 moviments, piano preparat i clarinet
- Diàleg (1974) violí, piano
- Path way: piano solo (1974)
- Rèquiem orquestra de cambra i cor de cambra
- Islands in the Bay, concert de percussió (1993), 3 moviments
- Conversa per a orquestra (1976)
- Looking at the New Heaven and Earth (1976) veu mixta SATB i piano
- Pas (1988) per a ordinador/cinta

La seva música que ha estat gravada i publicada en CD, incloent:
- Crystal Drops: Música de Hi Kyung Kim (2008)
- Homenatge a Andrew Imbrie en la celebració del seu vuitanta aniversari (2005)
- Solos i duos: música d'Andrew Imbrie i Hi Kyung Kim (2008)
- Homenatge a Chou Wen-Chung (2009)
- Kim: Vides desconegudes (2000)